# 康茂洋行
康茂洋行（Kuhn & Komor，简称 K&.K）是歷史上一家总部位于中国上海的匈牙利跨国奢侈品珠宝商和零售商。康茂洋行主要生產和銷售珠宝、银器、瓷器、水晶、文具和个人配饰等產品。 

## 历史
1871年，匈牙利人费里茨·蒙塔古·库恩（Morita Montague Kubn）来到日本 横滨定居。1874年，他在横滨本町街51号经营新利洋行（Kuhn &. Co），新利洋行主要销售古玩。1887年，他的侄子西格弗里德·科莫尔（Siegfried Komor）加入新利洋行。1890年，阿图尔·库恩（Arthur Kubn）来到日本加入新利洋行。1894年，库恩的儿子萨穆埃尔·亨利 ·库恩（Samuel Henry Kuhn）來到日本，結果阿图尔·库恩退出新利洋行。
阿图尔·库恩同年与西格弗里德·科莫尔在横滨水町街37号成立了康茂洋行（Kuhn & Komor）。1894年，康茂洋行在香港成立分号，1898年在上海和平飯店成立分号，1902年在新加坡成立分号。康茂洋行一直經營到1930年代。